# Luftskeppet Hindenburg
LZ 129 Hindenburg (tyska: Deutsches Luftschiff Zeppelin #129; Registrering: D-LZ 129) var ett tyskt luftskepp (zeppelinare). Hindenburg var uppkallad efter den tyske rikspresidenten Paul von Hindenburg. Luftskeppet har blivit mest ihågkommet för den katastrof då hela skeppet fattade eld och havererade inför flera filmkameror.
Hindenburg är tillsammans med systerskeppet LZ 130 som endast hade ett fåtal flygningar det största luftskeppet som var i tjänst (stånd: december 2024).

## Luftskeppet
Liksom hos andra luftskepp hade Hindenburg en grundkostruktion av lodrätta eller nästan lodrätta ringar, av tvärbalkar samt av vajer som förstärkning. Förutom aluminium ingick även några få procent koppar, magnesium, mangan, kisel och järn i konstruktionen.
Luftskeppet var en helt ny aluminiumkonstruktion av Luftschiffbau Zeppelin GmbH från 1935. Hindenburg var 245 meter långt, 41,2 meter i diameter och rymde 211 890 kubikmeter gas fördelat på 16 sektioner. Det kunde lyfta 112 ton och drevs av fyra 1 050 hästkrafter starka motorer som gav en maxhastighet på 135 kilometer i timmen. Själva gasbehållaren bestod av bomullstyg täckt av fernissa och aluminium. Av aerodynamiska skäl placerades utrymmena (två däck) för de maximalt 72 passagerarna och 61 besättningsmännen inuti skeppet i stället för i korgar under kroppen. En liten korg utanför fanns kvar för styrmannen. I luftskeppet fanns en matsal, en läsesal, skåp med böcker och tidningar, ett kök, toaletter, en dusch samt en brevlåda. Ett rum för rökare var särskild konstruerat så att inga brinnande gaser når fram. Tändare var utanför rummet förbjudna. I nedre däcket fanns några fönster som var riktade mot marken. Under den första tiden fördes ett klaver av aluminium med.
Den vanliga hastigheten under resorna var 100 till 120 km/h.

## Kostnader
Zeppelin GmbH sålde 1932 ett dotterbolag till Claude Dornier och fick 825 000 riksmark. Året efter mottogs en kredit från ministeriet för luftfart som styrdes av nazistiska makthavare. Flygbolaget flyttade som utbyte sitt huvudkontor från Friedrichshafen till Frankfurt am Main och som kapten tillsattes Ernst A. Lehmann istället för Hugo Eckener. Den senare bedömdes som osäker på grund av hans många internationella kontakter.

## Utvalda resor
Hindenburg gjorde sin jungfrufärd den 4 mars 1936 och korsade Atlanten i båda riktningarna i juli samma år på rekordtiden fem dagar, 19 timmar och 51 minuter.
Under en av de första resorna den 23 mars 1936 var även LZ 127 Graf Zeppelin i luften. Resan gick över Bodensjön och Alperna och ett telefonsamtal mellan båda luftskeppen gick som påtänkt. Eckener visade sitt missnöje över en valkampanj för NSDAP som börjades den 26 mars 1936 men han var inte längre kapten. Efter händelsen gav nazisterna order att han ska vara en persona non grata för den tyska pressen. I maj samma år började linjetrafiken mellan Frankfurt am Main och Lakehurst i USA. Luftskeppet gjorde även flygningar under olympiska sommarspelen 1936.

## Katastrofen

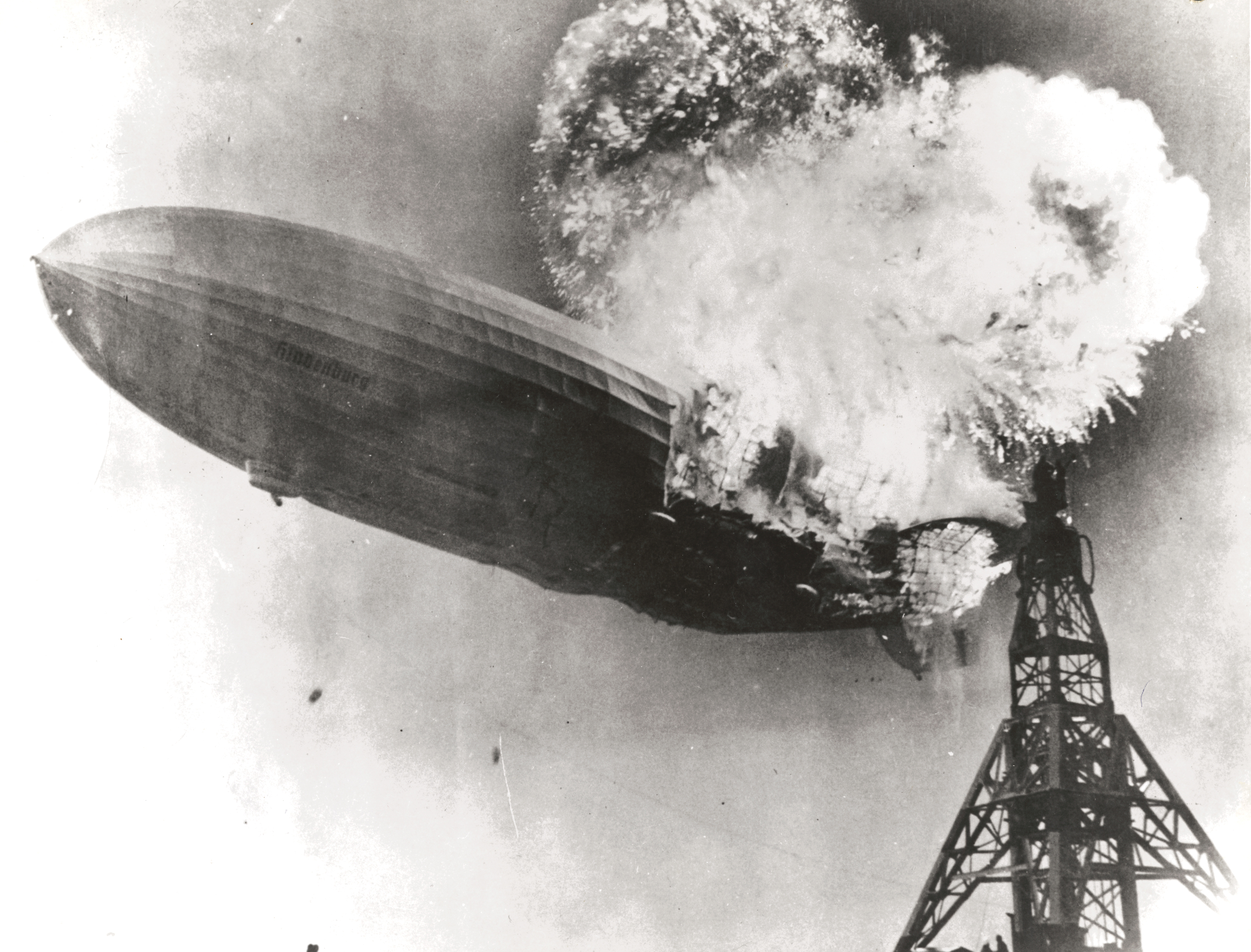
Hindenburg, efter att den just fattat eld.

Den 6 maj 1937 fattade Hindenburg eld i Lakehurst utanför New York i USA. Ursprungligen var Hindenburg avsedd att fyllas med helium, men på grund av ett amerikanskt embargo tvingades tyskarna i stället använda den mer brandfarliga vätgasen. Om luftskeppet hade varit fyllt med helium hade den gasen förmodligen kvävt elden. Helium är dock en mycket dyrare gas att framställa.
När luftfartyget förtöjdes, på 90 meters höjd vid en mast spred sig en löpeld av gula flammor snabbt från aktern och föröver. Efter 34 sekunder hade zeppelinarens utbrunna skelett störtat till marken. 35 personer ombord och 1 person på marken omkom.
Orsaken till olyckan har aldrig blivit klarlagd och diskuteras fortfarande. En teori är att det var lacken på bomullstyget som brann med gul låga eller en blandning av aluminium och järnoxid – termit – som bland annat används vid svetsning av räls. Branden orsakades dock troligen av en olycklig kombination av flera olika brännbara material.
Hindenburgkatastrofen innebar slutet för luftskeppsepoken. Man kan dock konstatera att luftskeppen inte var särskilt olycksdrabbade. Zeppelinaren Graf Zeppelin hade till exempel avverkat 1,6 miljoner kilometer och gjort den första jorden-runt-flygningen utan att en enda passagerare förolyckats. Orsaken till katastrofens stora genomslag står i stället att finna i Herbert Morrisons sensationella radioreportage från olyckan. När detta reportage dessutom, långt efter olyckan, kombinerades med bilder från olyckstillfället ökade misstron till luftskeppens säkerhet. Under andra världskriget låg stora delar av den internationella civila flygtrafiken nere, och efter kriget hade utvecklingen inom flygplansindustrin gjort de betydligt snabbare flygplanen till förstahandsvalet vid längre internationella resor.
En ny zeppelinare byggdes med Zeppelin NT först 60 år senare.

## I populärkulturen
Rockbandet Led Zeppelin använder sig av en bild på brinnande Hindenburg på sitt debutalbum Led Zeppelin (1969).